# Hubert Illig
Hubert Illig (* 1939) ist ein deutscher Pädagoge, Botaniker und Naturschützer. 

## Leben
Er lebt in der südbrandenburgischen Kleinstadt Luckau und arbeitete auch dort – zunächst als diplomierter Fachlehrer für Biologie und später in einem Landschaftsplanungsbüro. Im Jahr 1998 wurde er am Institut für Ökosystemforschung und Vegetationskunde der Technischen Universität Berlin mit der Dissertation Historische Aspekte des Segetalartenschutzes in der Niederlausitz zum Dr. rer. nat. promoviert.
Illig erwarb sich neben seinem Hauptberuf große Verdienste um die botanische Forschung und den Naturschutz in der Niederlausitz. Seit den 1970er Jahren publizierte er zahlreiche Artikel in wissenschaftlichen Fachzeitschriften und verfasste auch mehrere Monographien. Sein Hauptinteresse galt dabei der Segetalflora, also wildwachsenden Pflanzenarten auf Äckern. Von 1966 bis 1976 amtierte er als Gründungsvorsitzender des Biologischen Arbeitskreises „Alwin Arndt“ in Luckau und ab 1984 leitete er zusammen mit Werner Hilbig aus Halle an der Saale die neu gegründete Arbeitsgruppe für Ackerwildkrautschutz innerhalb der Biologischen Gesellschaft der DDR, die sich dem Schutz und der Erhaltung gefährdeter Ackerwildpflanzen insbesondere auf nährstoffarmen Standorten widmete.
Wenige Wochen nach dem Mauerfall 1989 gehörte Illig – neben unter anderem Uwe Wegener, Jörn Mothes, Michael Succow und Matthias Platzeck – zu jenen Mitgliedern der Umweltbewegung und von Naturschützern aus der DDR, die eine Einladung des bundesdeutschen Ministers für Umwelt und Naturschutz Klaus Töpfer zu einem deutsch-deutschen Arbeitstreffen nach Bonn erhielten. Bei dieser Zusammenkunft wurden die zukünftige Zusammenarbeit der Naturschutzverbände und die Koordinierung der Arbeit der Bundesforschungsanstalt für Naturschutz und Landschaftsökologie (BRD) mit dem Institut für Landschaftsforschung und Naturschutz (DDR) ebenso besprochen wie das im Entstehen begriffene DDR-Nationalparkprogramm und eine mögliche Zusammenarbeit auf staatlicher Ebene. Nach der deutschen Wiedervereinigung amtierte Illig dann von 1991 bis 1996 als Vorsitzender des Fördervereins Naturpark Niederlausitzer Landrücken e. V. und war ferner Mitglied im Naturschutzbeirat des Landes Brandenburg.

## Publikationen (Auswahl)
Monographien
- mit Klaus Arlt und Werner Hilbig: Ackerunkräuter – Ackerwildkräuter. In der Reihe: „Die neue Brehm-Bücherei“, Band 607. A. Ziemsen Verlag, Wittenberg, 1991, ISBN 978-3-740-30248-1, 160 Seiten.
- mit Hans-Christian Kläge: Segetalartenschutz im Land Brandenburg. Feldflora-Reservate und Ackerschonstreifen. Broschüre, 1993, 24 Seiten.
- Historische Aspekte des Segetalartenschutzes in der Niederlausitz. Verlag Dr. Köster, Berlin, 1999, ISBN 978-3-89574-347-4, 167 Seiten.
- mit Wolfgang Petrick, Helmut Jentsch, Sven Kasparz, Gunther Klemm und Volker Kummer: Flora des Spreewaldes. Verzeichnis der wildwachsenden Farn- und Samenpflanzen sowie ausgewählter Kulturpflanzen im Biosphärenreservat Spreewald und einiger Randgebiete. Natur & Text, Rangsdorf, 2011, 544 Seiten.